# Bohumil Tomášek
Pour les articles homonymes, voir Tomášek.
Bohumil Tomášek, né le 21 juin 1936 à Liberec en Tchécoslovaquie et mort le 2 novembre 2019, est un joueur tchécoslovaque de basket-ball.

## Palmarès
- Finaliste du championnat d'Europe 1959, 1967
- Coupe des coupes 1969